# Phenacoscorpius eschmeyeri
Phenacoscorpius eschmeyeri är en fiskart som beskrevs av Nikolai V. Parin och Mandrytsa 1992. Phenacoscorpius eschmeyeri ingår i släktet Phenacoscorpius och familjen Scorpaenidae. Inga underarter finns listade i Catalogue of Life.